# Filmåret 2023
Filmåret 2023 är en översikt över händelser, inklusive prisutdelningar, festivaler, en lista över släppta filmer och anmärkningsvärda dödsfall.

## Mest inkomstbringande filmer
| Rank | Titel                                         | Distribution | Intäkter       |
| ---- | --------------------------------------------- | ------------ | -------------- |
| 1    | Barbie                                        | Warner Bros. | $1 445 638 421 |
| 2    | Super Mario Bros. Filmen                      | Universal    | $1 361 956 191 |
| 3    | Oppenheimer                                   | Universal    | $957 503 905   |
| 4    | Guardians of the Galaxy Vol. 3                | Disney       | $845 555 777   |
| 5    | Fast X                                        | Universal    | $704 875 015   |
| 6    | Spider-Man: Across the Spider-Verse           | Sony         | $690 615 475   |
| 7    | Wonka                                         | Warner Bros. | $589 871 297   |
| 8    | Den lilla sjöjungfrun                         | Disney       | $569 626 289   |
| 9    | Mission: Impossible – Dead Reckoning Part One | Paramount    | $567 535 383   |
| 10   | Elementärt                                    | Disney       | $496 444 308   |

## Händelser
- 10 januari – Golden Globe-galan[2]
- 15 januari – Critics' Choice Movie Awards[3]
- 19–29 januari – Sundance Film Festival[4]
- 23 januari – Guldbaggegalan[5]
- 27 januari–5 februari – Göteborg Film Festival[6]
- 16–26 februari – Filmfestivalen i Berlin[7]
- 19 februari – BAFTA-galan[8]
- 26 februari – Screen Actors Guild Awards[9]
- 12 mars – Oscarsgalan[10]
- 16–27 maj – Filmfestivalen i Cannes[11]
- 30 augusti – 9 september – Filmfestivalen i Venedig[12]
- 7–17 september – Toronto International Film Festival[13]
- 8–19 november – Stockholms filmfestival[14]

## Årets filmer
#
- 100 årstider
- 24 timmar i New York
- 30 sekunder
- 65

A
- A Beautiful Life
- After Everything
- Air
- All of Us Strangers
- American Fiction
- Andra akten
- Animal
- Animal Kingdom
- Anselm
- Anora
- Ant-Man and the Wasp: Quantumania
- Anyone But You
- Apkungen
- Aquaman and the Lost Kingdom
- Asterix & Obelix: I drakens rike
- Asteroid City
- A Tiger in Paradise
- Avgrunden

B
- Bamse och världens minsta äventyr
- Banandansen
- Banel & Adama
- Barbie
- Barfota Rop
- Bastarden
- The Beanie Bubble
- Beau Is Afraid
- Beautiful Disaster
- Beck – Dödläge
- Beck – Inferno
- Beck – Quid Pro Quo
- Best. Christmas. Ever!
- The Bikeriders
- Big Boys
- Bird Box Barcelona
- Black Barbie
- BlackBerry
- The Black Demon
- Bleeding Love
- Blix Not Bombs
- Blomster
- Blue Beetle
- Bockarna Bruse på badhuset
- The Boogeyman
- The Book of Clarence
- Book Club: The Next Chapter
- Boston Strangler
- Bottoms
- Boy Kills World
- Bride Kidnapping
- Brottet är mitt
- Bullets
- Butiken

C
- The Caine Mutiny Court-Martial
- Canceled
- Candy Cane Lane
- Caravaggios skugga
- Chimären
- Club Zero
- Cobweb
- Cocaine Bear
- Coco Farm
- Purpurfärgen
- The Creator
- Creed III
- Critical Zone

D
- Daddio
- Dashing Through the Snow
- The Deepest Breath
- Den fallande stjärnan
- Den første julen i Skomakergata
- Den lilla sjöjungfrun
- Den lilla tygkaninen
- Den makalöse Maurice
- Den statistiska sannolikheten för kärlek vid första ögonkastet
- Den underbara historien om Henry Sugar
- Det finns alltid en morgondag
- De oönskade
- De tre musketörerna – D’Artagnan
- Disco Boy
- Djungelgänget – På äventyr jorden runt 2
- Do Not Expect Too Much from the End of the World
- Dream Scenario
- Drömmen lever vidare
- Dumb Money
- Dungeons & Dragons: Honor Among Thieves

E
- Echo anropar Delta
- Efterträdaren
- Ehrengard: Förförelsens konst
- Elementärt
- Ellos eatnu – Låt älven leva
- En dag kommer allt det här bli ditt
- En dag och en halv
- En doft av kärlek – Pot au Feu
- En frukost på berget
- The Equalizer 3
- The Eternal Memory
- Ett riktigt jobb
- Ett sista race
- Evil Dead Rise
- Exodus
- The Exorcist: Believer
- The Expendables 4
- Extraction 2
- Ezra

F
- The Fabelmans
- Fair Play
- Familjeförvirringen
- Familjen Knyckertz och snutjakten
- The Family Plan
- Family Time
- Fast X
- Femme
- Filmen om Kal P Dal
- Firebrand
- Five Nights at Freddy's
- Fjärilen Patrik på äventyr
- The Flash
- Flora and Son
- Flykt & drömmar
- Flykten från kycklingfabriken
- Flätan
- Forever
- Fremont
- Fritt fall
- Fyra döttrar
- Fyra små vuxna
- Fungi

G
- Golda
- Goodbye Julia
- The Good Driver
- Good Grief
- Good Life
- Gran Turismo
- Greatest Days
- Green Border
- Guardians of the Galaxy Vol. 3
- Gula änkan
- Guy Manley – A Real Movie

H
- Hammarskjöld
- Happiness for Beginners
- Hate to Love: Nickelback
- Haunted Mansion
- Havsfilosofen
- Heart of Stone
- Heroic
- High & Low – John Galliano
- Hit Man
- The Holdovers
- Holly
- Hollywoodgate
- How to Have Sex
- Human Forever
- Humanistisk vampyr söker frivillig självmordsbenägen person
- The Hunger Games: The Ballad of Songbirds & Snakes
- Hypnosen

I
- I mästarens nät – Cobweb
- Indiana Jones and the Dial of Destiny
- Infinity Pool
- In Restless Dreams: The Music of Paul Simon
- Insidious: The Red Door
- I nöd och lust

J
- Jag är kvinna
- Jeanne du Barry
- Jesus Revolution
- Je'vida
- John Wick: Chapter 4
- Joy Ride

K
- Kalak
- Kaptenen
- Karusell
- Kassettmannen
- Kill
- The Killer
- Killers of the Flower Moon
- The Kitchen
- Klassresan
- Knox Goes Away
- Konferensen
- Konstbluffen
- Konvojen
- Kungen
- Kärlek & avund

L
- Lars är LOL
- Lassie – Ett nytt äventyr
- The Last Voyage of the Demeter
- Late Night with the Devil
- Leave the World Behind
- Lee
- Leo
- Levande och döda i Winsford
- Little Girl Blue
- Locked In
- Love Again
- Luther: The Fallen Sun
- Lyssna på mig!
- Låt mig gå
- Lärarrummet

M
- Maboroshi
- Maestro
- Magic Mike's Last Dance
- Marguerites teorem
- Maria Montessori
- Maria Wern – Ett tidigare liv
- Maria Wern – Jacqueline
- Maria Wern – Plats 89
- Maria Wern – Vinna eller försvinna
- The Marvels
- Mavka: Skogens väktare
- May December
- Máhccan
- Meg 2: The Trench
- Megaheartz
- Memory
- Min enastående mamma
- The Miracle Club
- Mission: Impossible – Dead Reckoning Part One
- Mitt stora feta grekiska bröllop 3
- Mord i Venedig
- The Mother
- Mother, Couch
- Motherland
- The Mother of All Lies
- Motståndaren
- Mumier på äventyr
- Murder Mystery 2

N
- Napoleon
- National Anthem
- Nattvakten – Demons are Forever
- The Nature of Love
- The Naughty Nine
- Nelly Rapp – Dödens spegel
- The New Boy
- Next Goal Wins
- Nimona
- No Hard Feelings
- November
- The Nun 2
- Nyad
- Nya vänner på Lunneskär

O
- Occupied City
- Old Dads
- The Old Oak
- Ombord på Adamant
- One Life
- One More Time
- Ondska finns inte
- Oppenheimer
- The Out-Laws

P
- Pain Hustlers
- Paint
- The Palace
- Paradiset brinner
- Past Lives
- Paw Patrol: Storfilmen
- The Peasants
- Perfect Days
- The Perfect Find
- Peter Pan och Lena
- The Pigeon Tunnel
- Plane
- Please Don't Destroy: The Treasure of Foggy Mountain
- Poison
- Pojken och hägern
- Poor Things
- The Pope's Exorcist
- Power Alley
- Priscilla
- Project Silence

R
- Rallygänget – De snabba & de tuffa
- Reality
- Rebel Moon Part 1: A Child of Fire
- Red Island
- Red, White & Royal Blue
- Renfield
- Reptile
- Retribution
- Robot Dreams
- Rosalie
- Rosornas by
- Ruby – Havsmonstret
- Run Rabbit Run
- Rustin
- Ryuichi Sakamoto Opus
- Råttfångaren
- Röd himmel

S
- Salem's Lot
- Saltburn
- Saw X
- Scream VI
- Self Reliance
- Seneca
- The Settlers
- Shadow Island
- Shazam! Fury of the Gods
- Shayda
- The Shepherd
- Sidonie i Japan
- Silent Night
- Silver Haze
- Sirocco och vindarnas rike
- Självmord med ångervecka – Den första dagen av mitt liv
- Slumpen avgör
- Sly
- Smak av björnbär
- Smoke Sauna Sisterhood
- Snoris och Plaskis – Mysteriet med de försvinnande hålen
- Society of the Snow
- Sockerexperimentet
- Solitude
- Somliga går med trasiga skor
- Sommar utan vår
- Sound of Freedom
- Spider-Man: Across the Spider-Verse
- Spinning Gold
- Spy Kids: Armageddon
- Spy x Family Code: White
- Stella. Ett liv.
- The Stones and Brian Jones
- Strange Darling
- Strays
- Super Mario Bros. Filmen
- Superpolarna
- Svanen
- Sylvanian Families filmen: Den stora gåvojakten
- Sympathy for the Devil
- Syndabocken
- Söndagsstek

T
- Tack och förlåt
- Talk to Me
- Tatami
- Teenage Mutant Ninja Turtles: Mutant Mayhem
- Teen Wolf: The Movie
- Thanksgiving
- Theater Camp
- Tetris
- They Cloned Tyrone
- Tid att älska
- Tillsammans 99
- Tjuvsystrar
- Tony, Shelly and the Magic Light
- Totally Killer
- Transformers: Rise of the Beasts
- Trolls 3

U
- Under bryggan
- Universalteorin
- Uppdrag Beirut
- Upproret

V
- Vem är du, Mamma Mu?
- Vermin
- Vernissage hos Gud
- Vyzov

W
- War Pony
- We Have a Ghost
- The Whale
- White Men Can't Jump
- Winnie-the-Pooh: Blood and Honey
- Without Air
- Woman of the Hour
- Wonka

Y
- You Are So Not Invited To My Bat Mitzvah
- You People
- Your Fat Friend
- Youth (Spring)

Z
- Zoey 102
- The Zone of Interest

Ä
- Änder!

Ö
- Önskan

## Svenska biopremiärer
Filmer som hade premiär i Sverige under 2023.
| Sverigepremiärer 2023 | Sverigepremiärer 2023 | Sverigepremiärer 2023                              | Sverigepremiärer 2023                    | Sverigepremiärer 2023 | Sverigepremiärer 2023         | Sverigepremiärer 2023   |
| Datum                 | Datum                 | Titel                                              | Land                                     | Regi och medverkande | Genre                         | Ref                     |
| --------------------- | --------------------- | -------------------------------------------------- | ---------------------------------------- | --- | ----------------------------- | ----------------------- |
| J A N U A R I         | 13                    | A Man Called Otto                                  | Sverige · USA                            | Regi: Marc Forster; Med: Tom Hanks, Mariana Treviño, Rachel Keller, Manuel Garcia-Rulfo, Mike Birbiglia                                                     | Drama, Komedi                 | [ 15 ] [ 16 ]           |
| J A N U A R I         | 13                    | Desertören                                         | Sverige                                  | Regi: John Tornblad; Med: Emanuel Blom, Jenny Jernberg Ralphsson, Karin Bertling, Josef Säterhagen, Elisabeth Andersson, Casper Nordenberg                  | Fantasy, Thriller , Sci-Fi    | [ 17 ] [ 18 ]           |
| J A N U A R I         | 20                    | Holy Spider                                        | Danmark · Tyskland · Frankrike · Sverige | Regi: Ali Abbasi; Med: Zar Amir-Ebrahimi, Arash Ashtiani | Drama, Kriminal, Thriller     | [ 19 ] [ 20 ]           |
| J A N U A R I         | 20                    | Plane                                              | USA                                      | Regi: Jean-François Richet; Med: Gerard Butler, Mike Colter, Yoson An, Tony Goldwyn                                                                         | Action, Thriller              | [ 21 ] [ 22 ]           |
| J A N U A R I         | 27                    | Babylon                                            | USA                                      | Regi: Damien Chazelle; Med: Brad Pitt, Margot Robbie, Tobey Maguire                                                                                         | Drama                         | [ 23 ] [ 24 ]           |
| J A N U A R I         | 27                    | The Banshees of Inisherin                          | Irland                                   | Regi: Martin McDonagh; Med: Brendan Gleeson, Colin Farrell                                                                                                  | Drama, Komedi                 | [ 25 ] [ 26 ]           |
| J A N U A R I         | 27                    | Mumier på äventyr                                  | Spanien                                  | Regi: Juan Jesús García Galocha; Med: Joe Thomas, Eleanor Tomlinson, Celia Imrie, Hugh Bonneville, Sean Bean                                                | Drama                         | [ 27 ] [ 28 ]           |
| F E B R U A R I       | 3                     | En dag kommer allt det här bli ditt                | Sverige                                  | Regi: Andreas Öhman; Med: Karin Franz Körlof, Peter Haber, Suzanne Reuter, Liv Mjönes                                                                       | Drama                         | [ 29 ] [ 30 ]           |
| F E B R U A R I       | 3                     | The Fabelmans                                      | USA                                      | Regi: Steven Spielberg; Med: Gabriel LaBelle, Michelle Williams, Paul Dano, Greg Grunberg                                                                   | Drama                         | [ 31 ] [ 32 ]           |
| F E B R U A R I       | 10                    | Asterix & Obelix: I drakens rike                   | Frankrike                                | Regi: Guillaume Canet; Med: Guillaume Canet, Gilles Lellouche, Vincent Cassel, Marion Cotillard                                                             | Äventyr, Komedi, Familj       | [ 33 ] [ 34 ]           |
| F E B R U A R I       | 10                    | Dogborn                                            | Sverige                                  | Regi: Isabella Carbonell; Med: Silvana Imam, Philip Oros, Rikard Svensson, Linus James Nilsson, Richard Ulfsäter, Henrik Norlén                             | Drama, Thriller               | [ 35 ] [ 36 ]           |
| F E B R U A R I       | 10                    | Magic Mike's Last Dance                            | USA                                      | Regi: Steven Soderbergh; Med: Channing Tatum, Salma Hayek Pinault                                                                                           | Drama, Komedi                 | [ 37 ] [ 38 ]           |
| F E B R U A R I       | 10                    | Sockerexperimentet                                 | Sverige                                  | Regi: John Tornblad; Med: Per Ragnar, Sandra Redlaff, Hanna Ullerstam                                                                                       | Drama, Biografi               | [ 39 ] [ 40 ]           |
| F E B R U A R I       | 10                    | Touching Freedom                                   | Sverige                                  | Regi: Manal Masri; Med: | Dokumentär                    | [ 41 ] [ 42 ]           |
| F E B R U A R I       | 15                    | Ant-Man and the Wasp: Quantumania                  | USA                                      | Regi: Peyton Reed; Med: Paul Rudd, Evangeline Lilly, Michael Douglas, Michelle Pfeiffer, Kathryn Newton                                                     | Action, Äventyr, Komedi       | [ 43 ] [ 44 ]           |
| F E B R U A R I       | 15                    | Winnie-the-Pooh: Blood and Honey                   | Storbritannien                           | Regi: Rhys Frake-Waterfield; Med: | Skräck                        | [ 45 ] [ 46 ]           |
| F E B R U A R I       | 22                    | Cocaine Bear                                       | USA                                      | Regi: Elizabeth Banks; Med: Keri Russell, Ray Liotta | Thriller                      | [ 47 ] [ 48 ]           |
| F E B R U A R I       | 24                    | Andra akten                                        | Sverige                                  | Regi: Mårten Klingberg; Med: Lena Olin, Rolf Lassgård, Charlie Gustafsson, Lars Väringer, Görel Crona, Anneli Martini                                       | Drama, Romantik               | [ 49 ] [ 50 ]           |
| F E B R U A R I       | 24                    | Den makalöse Maurice                               | Tyskland · Storbritannien                | Regi: Toby Genkel & Florian Westermann; Med: Hugh Laurie, Emilia Clarke, David Tennant, David Thewlis, Himesh Patel                                         | Animerad, Äventyr, Komedi     | [ 51 ] [ 52 ]           |
| F E B R U A R I       | 24                    | Kungen                                             | Sverige                                  | Regi: Karin af Klintberg; Med: Carl XVI Gustaf | Dokumentär                    | [ 53 ] [ 54 ]           |
| F E B R U A R I       | 28                    | Banandansen                                        | Sverige                                  | Regi: Mikael Weinberg; Med: Liv Jaxell, Mats Altreus, Johannes Wanselow, Lotten Roos, Cecilia Walton, Bertram Heribertson, Mikael Wiehe                     | Komedi                        | [ 55 ] [ 56 ]           |
| M A R S               | 1                     | Creed III                                          | USA                                      | Regi: Michael B. Jordan; Med: Michael B. Jordan, Tessa Thompson, Phylicia Rashad, Wood Harris                                                               | Drama, Sport                  | [ 57 ] [ 58 ]           |
| M A R S               | 3                     | Tár                                                | Tyskland · USA                           | Regi: Todd Field; Med: Cate Blanchett, Nina Hoss, Noémie Merlant, Julian Glover                                                                             | Drama, Musik                  | [ 59 ] [ 60 ]           |
| M A R S               | 10                    | Exodus                                             | Sverige                                  | Regi: Abbe Hassan; Med: Ashraf Barhom, Jwan Alqatami | Drama                         | [ 61 ] [ 62 ]           |
| M A R S               | 10                    | Scream VI                                          | USA                                      | Regi: Matt Bettinelli-Olpin & Tyler Gillett; Med: Melissa Barrera, Jenna Ortega, Jasmin Savoy Brown, Mason Gooding, Courteney Cox                           | Skräck, Mysterisk, Thriller   | [ 63 ] [ 64 ]           |
| M A R S               | 10                    | The Whale                                          | USA                                      | Regi: Darren Aronofsky; Med: Brendan Fraser, Sadie Sink, Samantha Morton, Ty Simpkins                                                                       | Drama, Komedi                 | [ 65 ] [ 66 ]           |
| M A R S               | 15                    | Shazam! Fury of the Gods                           | USA                                      | Regi: David F. Sandberg; Med: Zachary Levi, Jack Dylan Grazer, Djimon Hounsou, Helen Mirren, Lucy Liu                                                       | Action, Äventyr, Komedi       | [ 67 ] [ 68 ]           |
| M A R S               | 17                    | 65                                                 | USA                                      | Regi: Scott Beck & Bryan Woods; Med: Adam Driver | Thriller, Sci-Fi              | [ 69 ] [ 70 ]           |
| M A R S               | 17                    | Vernissage hos Gud                                 | Sverige                                  | Regi: Ossian Melin; Med: Magnus Krepper, Bo Melin, Lisa Lindgren, Isabelle Grill                                                                            | Komedi, Fantasy               | [ 71 ] [ 72 ]           |
| M A R S               | 22                    | John Wick: Chapter 4                               | USA                                      | Regi: Chad Stahelski; Med: Keanu Reeves, Laurence Fishburne, Lance Reddick, Ian McShane, Rina Sawayama                                                      | Action, Kriminal, Thriller    | [ 73 ] [ 74 ]           |
| M A R S               | 24                    | Infinity Pool                                      | Kanada · Kroatien · Ungern               | Regi: Brandon Cronenberg; Med: Alexander Skarsgård, Mia Goth, Cleopatra Coleman                                                                             | Skräck, Mysterisk             | [ 75 ] [ 76 ]           |
| M A R S               | 29                    | Dungeons & Dragons: Honor Among Thieves            | USA                                      | Regi: Jonathan Goldstein & John Francis Daley; Med: Chris Pine, Michelle Rodríguez, Justice Smith, Regé-Jean Page, Hugh Grant, Sophia Lillis                | Äventyr, Fantasy              | [ 77 ] [ 78 ]           |
| M A R S               | 31                    | Lumlarnas förtrollade skog                         | Brasilien                                | Regi: Alê Abreu; Med: Giulia Benite, Lorenzo Tarantelli | Drama                         | [ 79 ] [ 80 ]           |
| M A R S               | 31                    | Motståndaren                                       | Sverige                                  | Regi: Milad Alami; Med: Payman Maadi, Björn Elgerd, Ardalan Esmaili, Arvin Kananian                                                                         | Drama                         | [ 81 ] [ 82 ]           |
| A P R I L             | 5                     | Air                                                | USA                                      | Regi: Ben Affleck; Med: Viola Davis, Jason Bateman, Matt Damon, Ben Affleck                                                                                 | Drama                         | [ 83 ] [ 84 ]           |
| A P R I L             | 5                     | Beautiful Disaster                                 | USA                                      | Regi: Roger Kumble; Med: Brian Austin Green, Autumn Reeser, Virginia Gardner, Dylan Sprouse                                                                 | Romantik, Drama, Komedi       | [ 85 ] [ 86 ]           |
| A P R I L             | 5                     | Super Mario Bros. Filmen                           | USA                                      | Regi: Aaron Horvath & Michael Jelenic; Med: Chris Pratt, Anya Taylor-Joy, Charlie Day, Jack Black, Keegan-Michael Key                                       | Animerad, Äventyr, Komedi     | [ 87 ] [ 88 ]           |
| A P R I L             | 7                     | The Pope's Exorcist                                | USA                                      | Regi: Julius Avery; Med: Franco Nero, Alex Essoe, Russell Crowe                                                                                             | Skräck, Thriller              | [ 89 ] [ 90 ]           |
| A P R I L             | 12                    | Renfield                                           | USA                                      | Regi: Chris McKay; Med: Ben Schwartz, Awkwafina, Nicholas Hoult, Nicolas Cage                                                                               | Skräck, Komedi, Fantasy       | [ 91 ] [ 92 ]           |
| A P R I L             | 14                    | Butiken                                            | Sverige                                  | Regi: Ami-Ro Sköld; Med: Fredrik Evers, Kristina Brändén Whitaker, Isabelle Grill                                                                           | Animerad, Drama               | [ 93 ] [ 94 ]           |
| A P R I L             | 14                    | Rosornas by                                        | Sverige                                  | Regi: Hanna Heilborn; Med: | Dokumentär                    | [ 95 ] [ 96 ]           |
| A P R I L             | 21                    | Evil Dead Rise                                     | USA                                      | Regi: Lee Cronin; Med: Alyssa Sutherland, Morgan Davies | Skräck, Thriller, Fantasy     | [ 97 ] [ 98 ]           |
| A P R I L             | 21                    | Victor och Josefine: Resan till Snackistan         | Frankrike                                | Regi: Julien Chheng & Jean-Christophe Roger; Med: Lambert Wilson, Pauline Brunner                                                                           | Animerad, Äventyr             | [ 99 ] [ 100 ]          |
| A P R I L             | 28                    | Beau Is Afraid                                     | USA                                      | Regi: Ari Aster; Med: Joaquin Phoenix, Patti LuPone, Nathan Lane, Amy Ryan, Parker Posey                                                                    | Drama, Komedi                 | [ 101 ] [ 102 ]         |
| A P R I L             | 28                    | Bullets                                            | Sverige                                  | Regi: Peter Pontikis; Med: Tomas Samir, Khalaf Ayoub, Kardo Razzazi, Isa Aouifia                                                                            | Drama, Thriller               | [ 103 ] [ 104 ]         |
| A P R I L             | 28                    | De tre musketörerna – D’Artagnan                   | Frankrike                                | Regi: Martin Bourboulon; Med: Eva Green, Vincent Cassel, François Civil, Romain Duris                                                                       | Historisk, Äventyr            | [ 105 ] [ 106 ]         |
| A P R I L             | 28                    | Good Life                                          | Sverige                                  | Regi: Marta Dauliūtė & Viktorija Šiaulytė; Med: | Dokumentär                    | [ 107 ] [ 108 ]         |
| M A J                 | 3                     | Guardians of the Galaxy Vol. 3                     | USA                                      | Regi: James Gunn; Med: Chris Pratt, Zoë Saldaña, Dave Bautista, Vin Diesel, Bradley Cooper, Karen Gillan, Pom Klementieff                                   | Action, Äventyr, Sci-Fi       | [ 109 ] [ 110 ]         |
| M A J                 | 12                    | Ellos eatnu – Låt älven leva                       | Norge · Sverige                          | Regi: Ole Giæver; Med: Ella Marie Hætta Isaksen, Ivar Beddari, Gard Emil                                                                                    | Drama, Historisk              | [ 111 ] [ 112 ]         |
| M A J                 | 12                    | Love Again                                         | USA                                      | Regi: Jim Strouse; Med: Sam Heughan, Priyanka Chopra, Céline Dion, Omid Djalili, Celia Imrie                                                                | Romantik, Drama, Komedi       | [ 113 ] [ 114 ]         |
| M A J                 | 12                    | Project Wolf Hunting                               | Sydkorea                                 | Regi: Hongsun Kim; Med: Dong-il Sung, Dong-Yoon Jang, Seo In-guk                                                                                            | Action, Sci-Fi, Thriller      | [ 115 ] [ 116 ]         |
| M A J                 | 17                    | Fast X                                             | USA                                      | Regi: Justin Lin; Med: Vin Diesel, Michelle Rodríguez, Tyrese Gibson, Ludacris                                                                              | Action, Äventyr               | [ 117 ] [ 118 ]         |
| M A J                 | 19                    | The Good Driver                                    | Finland · Bulgarien · Sverige            | Regi: Tonislav Hristov; Med: Malin Krastev, Gerasim Georgiev, Alma Pöysti, Eero Milonoff                                                                    | Drama                         | [ 119 ] [ 120 ]         |
| M A J                 | 26                    | Den lilla sjöjungfrun                              | USA                                      | Regi: Rob Marshall; Med: Halle Bailey, Jonah Hauer-King, Melissa McCarthy, Javier Bardem, Jude Akuwudike, Noma Dumezweni                                    | Äventyr, Familj, Musikal      | [ 121 ] [ 122 ]         |
| J U N I               | 2                     | The Boogeyman                                      | USA                                      | Regi: Rob Savage; Med: Chris Messina, Sophie Thatcher, David Dastmalchian, Vivien Lyra Blair                                                                | Skräck                        | [ 123 ] [ 124 ]         |
| J U N I               | 2                     | Spider-Man: Across the Spider-Verse                | USA                                      | Regi: Joaquim Dos Santos, Kemp Powers; Med: Shameik Moore, Hailee Steinfeld, Oscar Isaac, Jake Johnson, Issa Rae                                            | Animerad, Action, Äventyr     | [ 125 ] [ 126 ]         |
| J U N I               | 9                     | Asteroid City                                      | USA                                      | Regi: Wes Anderson; Med: Tom Hanks, Margot Robbie, Adrien Brody, Scarlett Johansson, Jeff Goldblum, Bryan Cranston                                          | Romantik, Komedi              | [ 127 ] [ 128 ]         |
| J U N I               | 9                     | Transformers: Rise of the Beasts                   | USA                                      | Regi: Steven Caple Jr.; Med: Anthony Ramos, Dominique Fishback, Luna Lauren Vélez                                                                           | Action, Äventyr, Sci-Fi       | [ 129 ] [ 130 ]         |
| J U N I               | 14                    | The Flash                                          | USA                                      | Regi: Andy Muschietti; Med: Ezra Miller, Ben Affleck, Michael Keaton, Sasha Calle, Kiersey Clemons, Maribel Verdú, Ron Livingston                           | Action, Äventyr, Fantasy      | [ 131 ] [ 132 ]         |
| J U N I               | 16                    | BlackBerry                                         | USA                                      | Regi: Matt Johnson; Med: Jay Baruchel, Glenn Howerton, Matt Johnson                                                                                         | Biografi, Drama, Komedi       | [ 133 ] [ 134 ]         |
| J U N I               | 16                    | Blomster                                           | Sverige                                  | Regi: Neil Wigardt; Med: Savanna Hanneryd | Drama                         | [ 135 ] [ 136 ]         |
| J U N I               | 28                    | Indiana Jones and the Dial of Destiny              | USA                                      | Regi: James Mangold; Med: Harrison Ford, Phoebe Waller-Bridge, Mads Mikkelsen, Thomas Kretschmann                                                           | Action, Äventyr               | [ 137 ] [ 138 ]         |
| J U N I               | 28                    | Ruby – Havsmonstret                                | USA                                      | Regi: Kirk DeMicco; Med: Jane Fonda, Toni Collette, Lana Condor, Sam Richardson, Will Forte                                                                 | Animerad, Action, Äventyr     | [ 139 ] [ 140 ]         |
| J U N I               | 30                    | No Hard Feelings                                   | USA                                      | Regi: Gene Stupnitsky; Med: Laura Benanti, Matthew Broderick, Andrew Barth Feldman, Jennifer Lawrence                                                       | Komedi                        | [ 141 ] [ 142 ]         |
| J U L I               | 7                     | Elementärt                                         | USA                                      | Regi: Peter Sohn; Med: Mamoudou Athie, Leah Lewis | Animerad, Äventyr, Komedi     | [ 143 ] [ 144 ]         |
| J U L I               | 7                     | Forever                                            | Sverige                                  | Regi: Anders Hazelius; Med: Flutra Cela, Judith Sigfridsson, Agnes Lindström Bolmgren, Mustapha Aarab                                                       | Drama, Familj, Sport          | [ 145 ] [ 146 ]         |
| J U L I               | 7                     | Insidious: The Red Door                            | USA                                      | Regi: Patrick Wilson; Med: Ty Simpkins, Rose Byrne, Patrick Wilson                                                                                          | Skräck                        | [ 147 ] [ 148 ]         |
| J U L I               | 12                    | Mission: Impossible – Dead Reckoning Part One      | USA                                      | Regi: Christopher McQuarrie; Med: Tom Cruise, Ving Rhames, Simon Pegg, Rebecca Ferguson, Vanessa Kirby                                                      | Action, Thriller, Äventyr     | [ 149 ] [ 150 ]         |
| J U L I               | 21                    | Barbie                                             | USA · Storbritannien                     | Regi: Greta Gerwig; Med: Margot Robbie, Ryan Gosling | Komedi, Romantik              | [ 151 ] [ 152 ]         |
| J U L I               | 21                    | Oppenheimer                                        | USA                                      | Regi: Christopher Nolan; Med: Cillian Murphy, Emily Blunt, Matt Damon, Robert Downey, Jr., Florence Pugh                                                    | Drama, Biografi, Historisk    | [ 153 ] [ 154 ]         |
| J U L I               | 28                    | I nöd och lust                                     | Frankrike                                | Regi: Tristan Séguéla; Med: Catherine Frot, Fabrice Luchini                                                                                                 | Komedi                        | [ 155 ] [ 156 ]         |
| J U L I               | 28                    | Talk to Me                                         | Australien                               | Regi: Michael Philippou & Danny Philippou; Med: Joe Bird, Miranda Otto                                                                                      | Skräck                        | [ 157 ] [ 158 ]         |
| A U G U S T I         | 2                     | Teenage Mutant Ninja Turtles: Mutant Mayhem        | USA                                      | Regi: Jeff Rowe; Med: Ayo Edebiri, John Cena, Seth Rogen, Jackie Chan                                                                                       | Animerad, Action, Komedi      | [ 159 ] [ 160 ] [ 161 ] |
| A U G U S T I         | 4                     | Greatest Days                                      | Storbritannien                           | Regi: Coky Giedroyc; Med: Aisling Bea, Alice Lowe, Matthew McNulty, Emma Amos                                                                               | Komedi, Musikal               | [ 162 ] [ 163 ] [ 164 ] |
| A U G U S T I         | 4                     | Meg 2: The Trench                                  | USA                                      | Regi: Ben Wheatley; Med: Jason Statham, Cliff Curtis | Äventyr, Fantasy, Sci-Fi      | [ 165 ] [ 166 ] [ 167 ] |
| A U G U S T I         | 4                     | War Pony                                           | USA                                      | Regi: Gina Gammell & Riley Keough; Med: Wilma Colhof, Ta-Yamni Long Black Cat, Iona Red Bear                                                                | Drama                         | [ 168 ] [ 169 ] [ 170 ] |
| A U G U S T I         | 11                    | Disco Boy                                          | Frankrike                                | Regi: Giacomo Abbruzzese; Med: Franz Rogowski, Morr Ndiaye, Laetitia Ky                                                                                     | Drama                         | [ 171 ] [ 172 ]         |
| A U G U S T I         | 11                    | Gran Turismo                                       | USA                                      | Regi: Neill Blomkamp; Med: David Harbour, Djimon Hounsou, Darren Barnet, Orlando Bloom                                                                      | Action, Äventyr, Sport        | [ 173 ] [ 174 ]         |
| A U G U S T I         | 11                    | Haunted Mansion                                    | USA                                      | Regi: Justin Simien; Med: Tiffany Haddish, Danny DeVito, Owen Wilson, Rosario Dawson                                                                        | Äventyr, Drama, Komedi        | [ 175 ] [ 176 ]         |
| A U G U S T I         | 18                    | Book Club: The Next Chapter                        | USA                                      | Regi: Bill Holderman; Med: Candice Bergen, Diane Keaton, Jane Fonda, Mary Steenburgen                                                                       | Drama, Komedi                 | [ 177 ] [ 178 ]         |
| A U G U S T I         | 18                    | Blue Beetle                                        | USA                                      | Regi: Angel Manuel Soto; Med: Xolo Maridueña, Bruna Marquezine, George Lopez, Adriana Barraza                                                               | Action, Äventyr, Sci-Fi       | [ 179 ] [ 180 ]         |
| A U G U S T I         | 18                    | Cobweb                                             | USA                                      | Regi: Samuel Bodin; Med: Lizzy Caplan, Antony Starr, Woody Norman, Cleopatra Coleman, Ellen Dubin                                                           | Skräck, Thriller              | [ 181 ] [ 182 ]         |
| A U G U S T I         | 25                    | Canceled                                           | Sverige                                  | Regi: Oskar Mellander; Med: Felicia Kartal, Fanny Klefelt, Vincent Grahl, Klas Wiljergård, Joakim Lundell                                                   | Skräck, Thriller              | [ 183 ] [ 184 ]         |
| A U G U S T I         | 25                    | Kärlek & avund                                     | Frankrike                                | Regi: Ira Sachs; Med: Franz Rogowski, Ben Whishaw, Adèle Exarchopoulos                                                                                      | Drama, Romantik               | [ 185 ] [ 186 ]         |
| A U G U S T I         | 25                    | Vem är du, Mamma Mu?                               | Sverige                                  | Regi: Christian Ryltenius; Med: | Animerad, Familj              | [ 187 ] [ 188 ]         |
| S E P T E M B E R     | 1                     | Doggy Style                                        | USA                                      | Regi: Josh Greenbaum; Med: Will Ferrell, Jamie Foxx, Isla Fisher, Will Forte, Randall Park                                                                  | Komedi                        | [ 189 ] [ 190 ]         |
| S E P T E M B E R     | 1                     | The Equalizer 3                                    | USA                                      | Regi: Antoine Fuqua; Med: Denzel Washington, Dakota Fanning                                                                                                 | Action, Kriminal, Thriller    | [ 191 ] [ 192 ]         |
| S E P T E M B E R     | 8                     | En frukost på berget                               | Frankrike                                | Regi: Éric Besnard; Med: Lambert Wilson, Grégory Gadebois, Marie Gillain                                                                                    | Komedi                        | [ 193 ] [ 194 ]         |
| S E P T E M B E R     | 8                     | Klara Ko och tågmysteriet                          | Norge                                    | Regi: Will Ashurst; Med: Henriette Marø, Mats Eldøen, Fridtjov Såheim, Henriette Faye-Schjøll                                                               | Animerad, Familj              | [ 195 ] [ 196 ]         |
| S E P T E M B E R     | 8                     | Min enastående mamma                               | Italien                                  | Regi: Emanuele Crialese; Med: Luana Giuliani, Penélope Cruz, Vincenzo Amato                                                                                 | Drama                         | [ 197 ] [ 198 ]         |
| S E P T E M B E R     | 8                     | The Nun 2                                          | USA                                      | Regi: Michael Chaves; Med: Storm Reid, Taissa Farmiga, Bonnie Aarons                                                                                        | Skräck, Thriller, Mysterium   | [ 199 ] [ 200 ]         |
| S E P T E M B E R     | 14                    | Jesus Revolution                                   | USA                                      | Regi: Brent McCorkle & Jon Erwin; Med: Kelsey Grammer, Anna Grace Barlow, Jonathan Roumie, Kimberly Williams-Paisley, Joel Courtney                         | Drama                         | [ 201 ] [ 202 ]         |
| S E P T E M B E R     | 15                    | After Everything                                   | USA                                      | Regi: Castille Landon; Med: Hero Fiennes Tiffin, Josephine Langford, Louise Lombard, Stephen Moyer                                                          | Romantik, Drama               | [ 203 ] [ 204 ]         |
| S E P T E M B E R     | 15                    | Avgrunden                                          | Sverige                                  | Regi: Richard Holm; Med: Tuva Novotny, Kardo Razzazi, Edvin Ryding, Felicia Truedsson, Peter Franzén                                                        | Action, Drama, Thriller       | [ 205 ] [ 206 ]         |
| S E P T E M B E R     | 15                    | Mord i Venedig                                     | USA                                      | Regi: Kenneth Branagh; Med: Michelle Yeoh, Jamie Dornan, Tina Fey, Kenneth Branagh                                                                          | Kriminal, Thriller, Mysterium | [ 207 ] [ 208 ]         |
| S E P T E M B E R     | 22                    | Expend4bles                                        | USA                                      | Regi: Scott Waugh; Med: Megan Fox, Sylvester Stallone, Jason Statham, Curtis "50 Cent" Jackson                                                              | Action, Thriller              | [ 209 ] [ 210 ]         |
| S E P T E M B E R     | 22                    | Fritt fall                                         | Frankrike                                | Regi: Justine Triet; Med: Sandra Hüller, Swann Arlaud, Antoine Reinartz                                                                                     | Drama, Thriller               | [ 211 ] [ 212 ]         |
| S E P T E M B E R     | 22                    | Past Lives                                         | USA                                      | Regi: Celine Song; Med: Greta Lee, John Magaro | Romantik, Drama               | [ 213 ] [ 214 ]         |
| S E P T E M B E R     | 22                    | Pushing – Från Rättvik till Kalifornien            | Sverige                                  | Regi: Tony Hawk; Med: Mike McGill, Steve Caballero | Dokumentär                    | [ 215 ] [ 216 ]         |
| S E P T E M B E R     | 29                    | The Creator                                        | USA                                      | Regi: Gareth Edwards; Med: Ken Watanabe, Allison Janney, John David Washington, Gemma Chan, Sturgill Simpson                                                | Romantik, Drama, Sci-Fi       | [ 217 ] [ 218 ]         |
| S E P T E M B E R     | 29                    | Dumb Money                                         | USA                                      | Regi: Craig Gillespie; Med: Paul Dano, Pete Davidson, America Ferrera, Vincent D'Onofrio, Nick Offerman, Sebastian Stan, Anthony Ramos                      | Drama, Komedi                 | [ 219 ] [ 220 ]         |
| S E P T E M B E R     | 29                    | Hypermoon                                          | Sverige                                  | Regi: Mia Engberg; Med: | Dokumentär                    | [ 221 ] [ 222 ]         |
| S E P T E M B E R     | 29                    | Kyssen                                             | Danmark                                  | Regi: Bille August; Med: Esben Smed, Clara Rosager, Lars Mikkelsen, David Dencik                                                                            | Romantik, Drama               | [ 223 ] [ 224 ]         |
| O K T O B E R         | 6                     | Golda                                              | USA · Storbritannien                     | Regi: Guy Nattiv; Med: Helen Mirren, Liev Schreiber, Camille Cottin, Rami Heuberger, Lior Ashkenazi                                                         | Drama, Biografi               | [ 225 ] [ 226 ]         |
| O K T O B E R         | 6                     | Retribution                                        | USA                                      | Regi: Nimród Antal; Med: Liam Neeson, Noma Dumezweni, Lilly Aspell, Jack Champion                                                                           | Action, Thriller              | [ 227 ] [ 228 ]         |
| O K T O B E R         | 6                     | The Exorcist: Believer                             | USA                                      | Regi: David Gordon Green; Med: Ellen Burstyn, Leslie Odom Jr.                                                                                               | Skräck                        | [ 229 ] [ 230 ]         |
| O K T O B E R         | 13                    | Tillsammans 99                                     | Sverige                                  | Regi: Lukas Moodysson; Med: Shanti Roney, Gustaf Hammarsten, Jonas Karlsson, David Dencik, Anja Lundqvist, Julia Heveus, Olle Sarri                         | Drama, Komedi                 | [ 231 ] [ 232 ]         |
| O K T O B E R         | 13                    | Trolls 3                                           | USA                                      | Regi: Colin Jack & Tim Heitz; Med: Justin Timberlake, Anna Kendrick, Amy Schumer, Daveed Diggs, Troye Sivan, Kid Cudi, Andrew Rannells                      | Animerad, Komedi, Musik       | [ 233 ] [ 234 ]         |
| O K T O B E R         | 20                    | Karusell                                           | Sverige                                  | Regi: Simon Sandquist; Med: Omar Rudberg, Amanda Lindh, Wilma Lidén                                                                                         | Skräck                        | [ 235 ] [ 236 ]         |
| O K T O B E R         | 20                    | The Miracle Club                                   | Irland                                   | Regi: Thaddeus O'Sullivan; Med: Kathy Bates, Laura Linney, Maggie Smith, Stephen Rea                                                                        | Drama, Komedi                 | [ 237 ] [ 238 ]         |
| O K T O B E R         | 20                    | Killers of the Flower Moon                         | USA                                      | Regi: Martin Scorsese; Med: Jesse Plemons, Robert De Niro, Leonardo DiCaprio                                                                                | Drama, Kriminal, Thriller     | [ 239 ] [ 240 ]         |
| O K T O B E R         | 20                    | Nelly Rapp – Dödens spegel                         | Sverige                                  | Regi: Johan Rosell; Med: Matilda Gross, Johan Rheborg, Marianne Mörck, Jens Ohlin                                                                           | Familj, Fantasy               | [ 241 ] [ 242 ]         |
| O K T O B E R         | 20                    | Seneca                                             | Tyskland                                 | Regi: Robert Schwentke; Med: John Malkovich, Louis Hofmann, Geraldine Chaplin, Tom Xander                                                                   | Drama, Biografi               | [ 243 ] [ 244 ]         |
| O K T O B E R         | 27                    | Five Nights at Freddy's                            | USA                                      | Regi: Emma Tammi; Med: Josh Hutcherson, Elizabeth Lail, Matthew Lillard, Mary Stuart Masterson                                                              | Skräck                        | [ 245 ] [ 246 ]         |
| O K T O B E R         | 27                    | Paradiset brinner                                  | Sverige                                  | Regi: Mika Gustafson; Med: Ida Engvoll | Drama                         | [ 247 ] [ 248 ]         |
| O K T O B E R         | 27                    | Paw Patrol: Storfilmen                             | USA                                      | Regi: Cal Brunker; Med: Jake T. Austin, Kathleen Herles, Ashleigh Ball                                                                                      | Animerad, Action, Fantasy     | [ 249 ] [ 250 ]         |
| O K T O B E R         | 29                    | Saw X                                              | USA                                      | Regi: Kevin Greutert; Med: Tobin Bell | Kriminal, Drama, Skräck       | [ 251 ] [ 252 ]         |
| N O V E M B E R       | 3                     | Fungi                                              | Sverige                                  | Regi: Sofia Brattwall, Björn Engström, Lottie Johansson, Ove Valeskog; Med: Estrid Gustafsson-Fjellheim, Lottie Johansson, Daniel Epstein, Annica Liljeblad | Action, Äventyr, Sci-Fi       | [ 253 ] [ 254 ]         |
| N O V E M B E R       | 3                     | Jeanne du Barry                                    | Frankrike · Storbritannien · Belgien     | Regi: Maïwenn; Med: Johnny Depp, Maïwenn, Melvil Poupaud, Pierre Richard                                                                                    | Drama                         | [ 255 ] [ 256 ]         |
| N O V E M B E R       | 8                     | The Marvels                                        | USA                                      | Regi: Nia DaCosta; Med: Brie Larson, Iman Vellani, Teyonah Parris                                                                                           | Action, Äventyr, Sci-Fi       | [ 257 ] [ 258 ]         |
| N O V E M B E R       | 10                    | November                                           | Frankrike                                | Regi: Cédric Jimenez; Med: Jean Dujardin, Sandrine Kiberlain, Jérémie Renier, Anaïs Demoustier                                                              | Drama, Thriller               | [ 259 ] [ 260 ]         |
| N O V E M B E R       | 17                    | The Hunger Games: The Ballad of Songbirds & Snakes | USA · Storbritannien                     | Regi: Francis Lawrence; Med: Rachel Zegler, Tom Blyth | Action, Äventyr, Drama        | [ 261 ] [ 262 ]         |
| N O V E M B E R       | 17                    | Somliga går med trasiga skor                       | Sverige                                  | Regi: Magnus Gertten; Med: | Dokumentär                    | [ 263 ] [ 264 ]         |
| N O V E M B E R       | 22                    | Napoleon                                           | USA                                      | Regi: Ridley Scott; Med: Vanessa Kirby, Joaquin Phoenix | Historisk, Drama              | [ 265 ] [ 266 ]         |
| N O V E M B E R       | 24                    | Caravaggios skugga                                 | Italien · Frankrike                      | Regi: Michele Placido; Med: Riccardo Scamarcio, Louis Garrel, Isabelle Huppert                                                                              | Drama, Biografi               | [ 267 ] [ 268 ]         |
| N O V E M B E R       | 24                    | How to Have Sex                                    | Storbritannien                           | Regi: Molly Manning Walker; Med: Mia McKenna-Bruce, Lara Peake, Shaun Thomas, Samuel Bottomley                                                              | Drama                         | [ 269 ] [ 270 ]         |
| N O V E M B E R       | 24                    | Pojken och hägern                                  | Japan                                    | Regi: Hayao Miyazaki; Med: Soma Santoki, Masaki Suda | Animerad, Äventyr, Fantasy    | [ 271 ] [ 272 ]         |
| N O V E M B E R       | 24                    | Syndabocken                                        | Sverige                                  | Regi: Axel Petersén; Med: Joel Spira, Christopher Wagelin, Julia Sporre                                                                                     | Drama                         | [ 273 ] [ 274 ]         |
| D E C E M B E R       | 1                     | 100 årstider                                       | Sverige                                  | Regi: Giovanni Bucchieri; Med: Louise Peterhoff, Giovanni Bucchieri, Karin Bertling, Stina Ekblad, Lia Boysen, Gerhard Hoberstorfer, Karin Franz Körlof     | Drama                         | [ 275 ] [ 276 ]         |
| D E C E M B E R       | 1                     | Familjen Knyckertz och snutjakten                  | Sverige                                  | Regi: Leif Lindblom; Med: Nina Zanjani, David Sundin, Axel Adelöw, Paloma Grandin                                                                           | Familj                        | [ 277 ] [ 278 ]         |
| D E C E M B E R       | 1                     | Priscilla                                          | USA                                      | Regi: Sofia Coppola; Med: Cailee Spaeny, Jacob Elordi, Dagmara Domińczyk                                                                                    | Romantik, Drama, Biografi     | [ 279 ] [ 280 ]         |
| D E C E M B E R       | 1                     | Reality                                            | USA                                      | Regi: Tina Satter; Med: Sydney Sweeney, Josh Hamilton, Marchánt Davis                                                                                       | Drama                         | [ 281 ] [ 282 ]         |
| D E C E M B E R       | 1                     | Thanksgiving                                       | USA                                      | Regi: Eli Roth; Med: Addison Rae, Milo Manheim, Patrick Dempsey, Nell Verlaque, Rick Hoffman                                                                | Skräck, Thriller              | [ 283 ] [ 284 ]         |
| D E C E M B E R       | 8                     | Silent Night                                       | USA                                      | Regi: John Woo; Med: Joel Kinnaman, Catalina Sandino Moreno, Kid Cudi                                                                                       | Action                        | [ 285 ] [ 286 ]         |
| D E C E M B E R       | 8                     | Önskan                                             | USA                                      | Regi: Chris Buck & Fawn Veerasunthorn; Med: Ariana DeBose, Alan Tudyk, Chris Pine                                                                           | Animerad, Äventyr, Familj     | [ 287 ] [ 288 ]         |
| D E C E M B E R       | 13                    | Wonka                                              | USA · Storbritannien                     | Regi: Paul King; Med: Timothée Chalamet, Keegan-Michael Key, Sally Hawkins, Rowan Atkinson, Olivia Colman, Jim Carter                                       | Äventyr, Komedi, Fantasy      | [ 289 ] [ 290 ]         |
| D E C E M B E R       | 19                    | Aquaman and the Lost Kingdom                       | USA                                      | Regi: James Wan; Med: Jason Momoa, Amber Heard, Patrick Wilson, Dolph Lundgren, Yahya Abdul-Mateen II, Temuera Morrison                                     | Action, Äventyr, Fantasy      | [ 291 ] [ 292 ]         |
| D E C E M B E R       | 22                    | Bamse och världens minsta äventyr                  | Sverige                                  | Regi: Benjamin Renner; Med: Johan Ulveson, Johan Glans, Rolf Lassgård                                                                                       | Animerad, Äventyr, Familj     | [ 293 ] [ 294 ]         |
| D E C E M B E R       | 22                    | Änder!                                             | USA                                      | Regi: Benjamin Renner; Med: Kumail Nanjiani, Elizabeth Banks, Keegan-Michael Key, Awkwafina, Danny DeVito                                                   | Animerad, Äventyr, Komedi     | [ 295 ] [ 296 ]         |
| D E C E M B E R       | 25                    | Ett sista race                                     | Sverige                                  | Regi: Edward af Sillén; Med: David Hellenius, Malin Åkerman, Jonas Karlsson, Johan Glans, Johan Ulveson, Peter Dalle                                        | Drama, Komedi                 | [ 297 ] [ 298 ]         |
| D E C E M B E R       | 25                    | Hammarskjöld                                       | Sverige                                  | Regi: Per Fly; Med: Mikael Persbrandt, Thure Lindhardt, Sara Soulié                                                                                         | Drama, Biografi               | [ 299 ] [ 300 ]         |
| D E C E M B E R       | 29                    | The Palace                                         | Italien · Frankrike                      | Regi: Roman Polanski; Med: Oliver Masucci, Fanny Ardant, John Cleese, Mickey Rourke                                                                         | Drama, Komedi                 | [ 301 ] [ 302 ]         |

## Avlidna (i urval)
- 5 januari – Earl Boen, 81, amerikansk skådespelare och röstskådespelare.[303]
- 24 februari – Ulla Grimlund, 90, svensk skådespelare.[304]
- 3 mars – Tom Sizemore, 61, amerikansk skådespelare.[305]
- 9 mars – Robert Blake, 89, amerikansk skådespelare.[306]
- 17 mars – Lance Reddick, 60, amerikansk skådespelare.[307]
- 6 april – Ingvar Hirdwall, 88, svensk skådespelare.[308]
- 15 april – Jan Tiselius, 82, svensk skådespelare.[309]
- 19 april – Harriet Nordlund, 68, svensk-samisk skådespelare och manusförfattare.[310]
- 26 april – Stina Rautelin, 59, finlandssvensk skådespelare och regissör.[311]
- 29 april – Holger Perfort, 97, dansk skådespelare.[312]
- 21 maj – Ray Stevenson, 58, brittisk (nordirländsk) skådespelare.[313]

### Fotnoter
1. ↑  ”2023 Worldwide Box Office”. Box Office Mojo. https://www.boxofficemojo.com/year/world/2023/. Läst 18 februari 2024.
2. ↑  Schneider, Michael (20 september 2022). ”Golden Globes Return to TV in 2023, NBC and HFPA Set One-Year Deal” (på amerikansk engelska). Variety. https://variety.com/2022/tv/news/golden-globes-2023-nbc-hfpa-dick-clark-productions-1235324403/. Läst 26 december 2022.
3. ↑  Hammond, Pete (19 juli 2022). ”Critics Choice Sets Dates For 28th Annual Ceremony, Documentary Awards, Plus Celebrations Of Black, Latino, & Asian Pacific Cinema/TV” (på amerikansk engelska). Deadline. https://deadline.com/2022/07/critics-choice-dates-28th-film-tv-ceremony-1235072378/. Läst 26 december 2022.
4. ↑  D'Alessandro, Anthony; Patten, Dominic (7 december 2022). ”Sundance Film Festival Lineup Set With Ukraine War, Little Richard, Michael J. Fox, Judy Blume Docs; Pics With Anne Hathaway, Emilia Clarke, Jonathan Majors; More” (på amerikansk engelska). Deadline. https://deadline.com/2022/12/sundance-film-festival-2023-lineup-1235191713/. Läst 3 juni 2023.
5. ↑  ”Guldbaggegalan 2023 - här är årets nominerade”. MovieZine. https://www.moviezine.se/nyheter/guldbagge-nomineringarna-2023. Läst 26 december 2022.
6. ↑  ”Göteborg Film Festival 2023 avslöjar fyra nya filmer”. MovieZine. https://www.moviezine.se/nyheter/goteborg-film-festival-2023-avslojar-fyra-nya-filmer. Läst 26 december 2022.
7. ↑  Dalton, Ben. ”Berlin Film Festival confirms dates for 2023” (på engelska). Screen. https://www.screendaily.com/news/berlin-film-festival-confirms-dates-for-2023/5167930.article. Läst 3 juni 2023.
8. ↑  Ritman, Alex (8 juni 2022). ”BAFTA Sets 2023 Film Awards Date, Bringing Ceremony Back to Traditional February Slot” (på amerikansk engelska). The Hollywood Reporter. https://www.hollywoodreporter.com/movies/movie-news/bafta-awards-2023-date-february-1235161286/. Läst 26 december 2022.
9. ↑  Feinberg, Scott (29 augusti 2022). ”SAG Awards: Key Dates Set for Lead-Up to 29th Ceremony” (på amerikansk engelska). The Hollywood Reporter. https://www.hollywoodreporter.com/movies/movie-news/sag-awards-key-dates-2023-ceremony-1235207946/. Läst 26 december 2022.
10. ↑  Hammond, Pete; Hammond, Pete (13 maj 2022). ”Oscars 2023 Telecast And Nomination Dates Set” (på amerikansk engelska). Deadline. https://deadline.com/feature/oscars-2023-date-set-1235023554/. Läst 26 december 2022.
11. ↑  ”Idag invigs Cannes Film Festival 2023! MovieZine är på plats”. MovieZine. https://www.moviezine.se/nyheter/moviezine-i-cannes-2023. Läst 3 juni 2023.
12. ↑  Nick Vivarelli (5 maj 2023). ”Damien Chazelle to Preside Over Venice Film Festival Competition Jury, Alice Diop, Jonas Carpignano to Head Other Juries” (på amerikansk engelska). Variety. https://variety.com/2023/film/global/damien-chazelle-venice-film-festival-competition-jury-alice-diop-jonas-carpignano-head-other-juries-1235604298/. Läst 8 september 2023.
13. ↑  Dalton2023-06-02T16:32:00+01:00, Ben. ”2023 film festivals and markets calendar: latest dates” (på engelska). Screen. https://www.screendaily.com/news/2023-film-festivals-and-markets-calendar-latest-dates/5177432.article. Läst 3 juni 2023.
14. ↑  ”Stockholms filmfestival presenterar årets program 2023”. MovieZine. https://www.moviezine.se/nyheter/stockholms-filmfestival-presenterar-arets-program-2023. Läst 25 november 2023.
15. ↑  ”A Man Called Otto (2022)”. Internet Movie Database. http://www.imdb.com/title/tt7405458/.
16. ↑  ”A Man Called Otto (2022)”. Svensk Filmdatabas. http://www.svenskfilmdatabas.se/sv/item/?type=film&itemid=671862.
17. ↑  ”Desertören (2022)”. Internet Movie Database. http://www.imdb.com/title/tt9878246/.
18. ↑  ”Desertören (2022)”. Svensk Filmdatabas. http://www.svenskfilmdatabas.se/sv/item/?type=film&itemid=646680.
19. ↑  ”Holy Spider (2022)”. Internet Movie Database. http://www.imdb.com/title/tt18550140/.
20. ↑  ”Holy Spider (2022)”. Svensk Filmdatabas. http://www.svenskfilmdatabas.se/sv/item/?type=film&itemid=629773.
21. ↑  ”Plane (2023)”. Internet Movie Database. http://www.imdb.com/title/tt5884796/.
22. ↑  ”Plane (2023)”. Svensk Filmdatabas. http://www.svenskfilmdatabas.se/sv/item/?type=film&itemid=675356.
23. ↑  ”Babylon (2022)”. Internet Movie Database. http://www.imdb.com/title/tt10640346/.
24. ↑  ”Babylon (2022)”. Svensk Filmdatabas. http://www.svenskfilmdatabas.se/sv/item/?type=film&itemid=675451.
25. ↑  ”The Banshees of Inisherin (2022)”. Internet Movie Database. http://www.imdb.com/title/tt11813216/.
26. ↑  ”The Banshees of Inisherin (2022)”. Svensk Filmdatabas. http://www.svenskfilmdatabas.se/sv/item/?type=film&itemid=675524.
27. ↑  ”Mumier på äventyr (2023)”. Internet Movie Database. http://www.imdb.com/title/tt23177868/.
28. ↑  ”Mumier på äventyr (2023)”. Svensk Filmdatabas. http://www.svenskfilmdatabas.se/sv/item/?type=film&itemid=675522.
29. ↑  ”En dag kommer allt det här bli ditt (2023)”. Internet Movie Database. http://www.imdb.com/title/tt15282128/.
30. ↑  ”En dag kommer allt det här bli ditt (2023)”. Svensk Filmdatabas. http://www.svenskfilmdatabas.se/sv/item/?type=film&itemid=88806.
31. ↑  ”The Fabelmans (2022)”. Internet Movie Database. http://www.imdb.com/title/tt14208870/.
32. ↑  ”The Fabelmans (2022)”. Svensk Filmdatabas. http://www.svenskfilmdatabas.se/sv/item/?type=film&itemid=680080.
33. ↑  ”Asterix & Obelix: I drakens rike (2023)”. Internet Movie Database. http://www.imdb.com/title/tt11210390/.
34. ↑  ”Asterix & Obelix: I drakens rike (2023)”. Svensk Filmdatabas. http://www.svenskfilmdatabas.se/sv/item/?type=film&itemid=675957.
35. ↑  ”Dogborn (2022)”. Internet Movie Database. http://www.imdb.com/title/tt13583090/.
36. ↑  ”Dogborn (2022)”. Svensk Filmdatabas. http://www.svenskfilmdatabas.se/sv/item/?type=film&itemid=82160.
37. ↑  ”Magic Mike's Last Dance (2023)”. Internet Movie Database. http://www.imdb.com/title/tt16280138/.
38. ↑  ”Magic Mike's Last Dance (2023)”. Svensk Filmdatabas. http://www.svenskfilmdatabas.se/sv/item/?type=film&itemid=675974.
39. ↑  ”Sockerexperimentet (2023)”. Internet Movie Database. http://www.imdb.com/title/tt22171170/.
40. ↑  ”Sockerexperimentet (2023)”. Svensk Filmdatabas. http://www.svenskfilmdatabas.se/sv/item/?type=film&itemid=663862.
41. ↑  ”Touching Freedom (2022)”. Internet Movie Database. http://www.imdb.com/title/tt21446418/.
42. ↑  ”Touching Freedom (2022)”. Svensk Filmdatabas. http://www.svenskfilmdatabas.se/sv/item/?type=film&itemid=621447.
43. ↑  ”Ant-Man and the Wasp: Quantumania (2023)”. Internet Movie Database. http://www.imdb.com/title/tt10954600/.
44. ↑  ”Ant-Man and the Wasp: Quantumania (2023)”. Svensk Filmdatabas. http://www.svenskfilmdatabas.se/sv/item/?type=film&itemid=675976.
45. ↑  ”Winnie the Pooh: Blood and Honey (2023)”. Internet Movie Database. http://www.imdb.com/title/tt19623240/.
46. ↑  ”Winnie the Pooh: Blood and Honey (2023)”. Svensk Filmdatabas. http://www.svenskfilmdatabas.se/sv/item/?type=film&itemid=675978.
47. ↑  ”Cocaine Bear (2023)”. Internet Movie Database. http://www.imdb.com/title/tt14209916/.
48. ↑  ”Cocaine Bear (2023)”. Svensk Filmdatabas. http://www.svenskfilmdatabas.se/sv/item/?type=film&itemid=679473.
49. ↑  ”Andra akten (2023)”. Internet Movie Database. http://www.imdb.com/title/tt15216170/.
50. ↑  ”Andra akten (2023)”. Svensk Filmdatabas. http://www.svenskfilmdatabas.se/sv/item/?type=film&itemid=647220.
51. ↑  ”Den makalöse Maurice (2023)”. Internet Movie Trolls 3DataColin JackColin JackColin Jackbase. http://www.imdb.com/title/tt10473036/.
52. ↑  ”Den makalöse Maurice (2023)”. Svensk Filmdatabas. http://www.svenskfilmdatabas.se/sv/item/?type=film&itemid=679475.
53. ↑  ”Kungen (2023)”. Internet Movie Database. http://www.imdb.com/title/tt20421006/.
54. ↑  ”Kungen (2023)”. Svensk Filmdatabas. http://www.svenskfilmdatabas.se/sv/item/?type=film&itemid=637223.
55. ↑  ”Banandansen (2023)”. Internet Movie Database. http://www.imdb.com/title/tt12916812/.
56. ↑  ”Banandansen (2023)”. Svensk Filmdatabas. http://www.svenskfilmdatabas.se/sv/item/?type=film&itemid=675458.
57. ↑  ”Creed III (2023)”. Internet Movie Database. http://www.imdb.com/title/tt11145118/.
58. ↑  ”Creed III (2023)”. Svensk Filmdatabas. http://www.svenskfilmdatabas.se/sv/item/?type=film&itemid=679549.
59. ↑  ”Tár (2022)”. Internet Movie Database. http://www.imdb.com/title/tt14444726/.
60. ↑  ”Tár (2022)”. Svensk Filmdatabas. http://www.svenskfilmdatabas.se/sv/item/?type=film&itemid=679574.
61. ↑  ”Exodus (2023)”. Internet Movie Database. http://www.imdb.com/title/tt15021154/.
62. ↑  ”Exodus (2023)”. Svensk Filmdatabas. http://www.svenskfilmdatabas.se/sv/item/?type=film&itemid=615399.
63. ↑  ”Scream VI (2023)”. Internet Movie Database. http://www.imdb.com/title/tt17663992/.
64. ↑  ”Scream VI (2022)”. Svensk Filmdatabas. http://www.svenskfilmdatabas.se/sv/item/?type=film&itemid=679635.
65. ↑  ”The Whale (2022)”. Internet Movie Database. http://www.imdb.com/title/tt13833688/.
66. ↑  ”The Whale (2022)”. Svensk Filmdatabas. http://www.svenskfilmdatabas.se/sv/item/?type=film&itemid=679640.
67. ↑  ”Shazam! Fury of the Gods (2023)”. Internet Movie Database. http://www.imdb.com/title/tt10151854/.
68. ↑  ”Shazam! Fury of the Gods (2023)”. Svensk Filmdatabas. http://www.svenskfilmdatabas.se/sv/item/?type=film&itemid=679799.
69. ↑  ”65 (2023)”. Internet Movie Database. http://www.imdb.com/title/tt12261776/.
70. ↑  ”65 (2023)”. Svensk Filmdatabas. http://www.svenskfilmdatabas.se/sv/item/?type=film&itemid=680059.
71. ↑  ”Vernissage hos Gud (2023)”. Internet Movie Database. http://www.imdb.com/title/tt12254818/.
72. ↑  ”Vernissage hos Gud (2023)”. Svensk Filmdatabas. http://www.svenskfilmdatabas.se/sv/item/?type=film&itemid=632648.
73. ↑  ”John Wick: Chapter 4 (2023)”. Internet Movie Database. http://www.imdb.com/title/tt10366206/.
74. ↑  ”John Wick: Chapter 4 (2023)”. Svensk Filmdatabas. http://www.svenskfilmdatabas.se/sv/item/?type=film&itemid=680176.
75. ↑  ”Infinity Pool (2023)”. Internet Movie Database. http://www.imdb.com/title/tt10365998/.
76. ↑  ”Infinity Pool (2023)”. Svensk Filmdatabas. http://www.svenskfilmdatabas.se/sv/item/?type=film&itemid=680497.
77. ↑  ”Dungeons & Dragons: Honor Among Thieves (2023)”. Internet Movie Database. http://www.imdb.com/title/tt2906216/.
78. ↑  ”Dungeons & Dragons: Honor Among Thieves (2023)”. Svensk Filmdatabas. http://www.svenskfilmdatabas.se/sv/item/?type=film&itemid=680578.
79. ↑  ”Lumlarnas förtrollade skog (2022)”. Internet Movie Database. http://www.imdb.com/title/tt14817802/.
80. ↑  ”Lumlarnas förtrollade skog (2022)”. Svensk Filmdatabas. http://www.svenskfilmdatabas.se/sv/item/?type=film&itemid=680670.
81. ↑  ”Motståndaren (2023)”. Internet Movie Database. http://www.imdb.com/title/tt16311444/.
82. ↑  ”Motståndaren (2023)”. Svensk Filmdatabas. http://www.svenskfilmdatabas.se/sv/item/?type=film&itemid=82292.
83. ↑  ”Air (2023)”. Internet Movie Database. http://www.imdb.com/title/tt16419074/.
84. ↑  ”Air (2023)”. Svensk Filmdatabas. http://www.svenskfilmdatabas.se/sv/item/?type=film&itemid=680687.
85. ↑  ”Beautiful Disaster (2023)”. Internet Movie Database. http://www.imdb.com/title/tt2316548/.
86. ↑  ”Beautiful Disaster (2023)”. Svensk Filmdatabas. http://www.svenskfilmdatabas.se/sv/item/?type=film&itemid=680730.
87. ↑  ”Super Mario Bros. Filmen (2023)”. Internet Movie Database. http://www.imdb.com/title/tt6718170/.
88. ↑  ”Super Mario Bros. Filmen (2023)”. Svensk Filmdatabas. http://www.svenskfilmdatabas.se/sv/item/?type=film&itemid=680778.
89. ↑  ”The Pope's Exorcist (2023)”. Internet Movie Database. http://www.imdb.com/title/tt13375076/.
90. ↑  ”The Pope's Exorcist (2023)”. Svensk Filmdatabas. http://www.svenskfilmdatabas.se/sv/item/?type=film&itemid=681213.
91. ↑  ”Renfield (2023)”. Internet Movie Database. http://www.imdb.com/title/tt11358390/.
92. ↑  ”Renfield (2023)”. Svensk Filmdatabas. http://www.svenskfilmdatabas.se/sv/item/?type=film&itemid=681215.
93. ↑  ”Butiken (2023)”. Internet Movie Database. http://www.imdb.com/title/tt15307782/.
94. ↑  ”Butiken (2023)”. Svensk Filmdatabas. http://www.svenskfilmdatabas.se/sv/item/?type=film&itemid=82476.
95. ↑  ”Rosornas by (2023)”. Internet Movie Database. http://www.imdb.com/title/tt26242132/.
96. ↑  ”Rosornas by (2023)”. Svensk Filmdatabas. http://www.svenskfilmdatabas.se/sv/item/?type=film&itemid=83225.
97. ↑  ”Evil Dead Rise (2023)”. Internet Movie Database. http://www.imdb.com/title/tt13345606/.
98. ↑  ”Evil Dead Rise (2023)”. Svensk Filmdatabas. http://www.svenskfilmdatabas.se/sv/item/?type=film&itemid=681299.
99. ↑  ”Victor och Josefine: Resan till Snackistan (2022)”. Internet Movie Database. http://www.imdb.com/title/tt22352776/.
100. ↑  ”Victor och Josefine: Resan till Snackistan (2023)”. Svensk Filmdatabas. http://www.svenskfilmdatabas.se/sv/item/?type=film&itemid=681355.
101. ↑  ”Beau Is Afraid (2023)”. Internet Movie Database. http://www.imdb.com/title/tt13521006/.
102. ↑  ”Beau Is Afraid (2023)”. Svensk Filmdatabas. http://www.svenskfilmdatabas.se/sv/item/?type=film&itemid=681387.
103. ↑  ”Bullets (2023)”. Internet Movie Database. http://www.imdb.com/title/tt14223946/.
104. ↑  ”Bullets (2023)”. Svensk Filmdatabas. http://www.svenskfilmdatabas.se/sv/item/?type=film&itemid=628074.
105. ↑  ”De tre musketörerna – D’Artagnan (2023)”. Internet Movie Database. http://www.imdb.com/title/tt12672536/.
106. ↑  ”De tre musketörerna – D’Artagnan (2023)”. Svensk Filmdatabas. http://www.svenskfilmdatabas.se/sv/item/?type=film&itemid=681396.
107. ↑  ”Good Life (2022)”. Internet Movie Database. http://www.imdb.com/title/tt17537828/.
108. ↑  ”Good Life (2022)”. Svensk Filmdatabas. http://www.svenskfilmdatabas.se/sv/item/?type=film&itemid=80393.
109. ↑  ”Guardians of the Galaxy Vol. 3 (2023)”. Internet Movie Database. http://www.imdb.com/title/tt6791350/.
110. ↑  ”Guardians of the Galaxy Vol. 3 (2023)”. Svensk Filmdatabas. http://www.svenskfilmdatabas.se/sv/item/?type=film&itemid=681646.
111. ↑  ”Ellos eatnu – Låt älven leva (2023)”. Internet Movie Database. http://www.imdb.com/title/tt23638090/.
112. ↑  ”Ellos eatnu – Låt älven leva (2023)”. Svensk Filmdatabas. http://www.svenskfilmdatabas.se/sv/item/?type=film&itemid=633260.
113. ↑  ”Love Again (2023)”. Internet Movie Database. http://www.imdb.com/title/tt10276482/.
114. ↑  ”Love Again (2023)”. Svensk Filmdatabas. http://www.svenskfilmdatabas.se/sv/item/?type=film&itemid=681849.
115. ↑  ”Project Wolf Hunting (2022)”. Internet Movie Database. http://www.imdb.com/title/tt15575470/.
116. ↑  ”Project Wolf Hunting (2022)”. Svensk Filmdatabas. http://www.svenskfilmdatabas.se/sv/item/?type=film&itemid=681883.
117. ↑  ”Fast X (2023)”. Internet Movie Database. http://www.imdb.com/title/tt5433140/.
118. ↑  ”Fast X (2023)”. Svensk Filmdatabas. http://www.svenskfilmdatabas.se/sv/item/?type=film&itemid=682071.
119. ↑  ”The Good Driver (2022)”. Internet Movie Database. http://www.imdb.com/title/tt23032878/.
120. ↑  ”The Good Driver (2022)”. Svensk Filmdatabas. http://www.svenskfilmdatabas.se/sv/item/?type=film&itemid=651373.
121. ↑  ”Den lilla sjöjungfrun (2023)”. Internet Movie Database. http://www.imdb.com/title/tt5971474/.
122. ↑  ”Den lilla sjöjungfrun (2023)”. Svensk Filmdatabas. http://www.svenskfilmdatabas.se/sv/item/?type=film&itemid=682136.
123. ↑  ”The Boogeyman (2023)”. Internet Movie Database. http://www.imdb.com/title/tt3427252/.
124. ↑  ”The Boogeyman (2023)”. Svensk Filmdatabas. http://www.svenskfilmdatabas.se/sv/item/?type=film&itemid=682601.
125. ↑  ”Spider-Man: Across the Spider-Verse (2023)”. Internet Movie Database. http://www.imdb.com/title/tt9362722/.
126. ↑  ”Spider-Man: Across the Spider-Verse (2023)”. Svensk Filmdatabas. http://www.svenskfilmdatabas.se/sv/item/?type=film&itemid=682538.
127. ↑  ”Asteroid City (2023)”. Internet Movie Database. http://www.imdb.com/title/tt14230388/.
128. ↑  ”Asteroid City (2023)”. Svensk Filmdatabas. http://www.svenskfilmdatabas.se/sv/item/?type=film&itemid=682631.
129. ↑  ”Transformers: Rise of the Beasts (2023)”. Internet Movie Database. http://www.imdb.com/title/tt5090568/.
130. ↑  ”Transformers: Rise of the Beasts (2023)”. Svensk Filmdatabas. http://www.svenskfilmdatabas.se/sv/item/?type=film&itemid=682651.
131. ↑  ”The Flash (2023)”. Internet Movie Database. http://www.imdb.com/title/tt0439572/.
132. ↑  ”The Flash (2023)”. Svensk Filmdatabas. http://www.svenskfilmdatabas.se/sv/item/?type=film&itemid=682672.
133. ↑  ”BlackBerry (2023)”. Internet Movie Database. http://www.imdb.com/title/tt21867434/.
134. ↑  ”BlackBerry (2023)”. Svensk Filmdatabas. http://www.svenskfilmdatabas.se/sv/item/?type=film&itemid=682723.
135. ↑  ”Blomster (2023)”. Internet Movie Database. http://www.imdb.com/title/tt27505039/.
136. ↑  ”Blomster (2023)”. Svensk Filmdatabas. http://www.svenskfilmdatabas.se/sv/item/?type=film&itemid=681658.
137. ↑  ”Indiana Jones and the Dial of Destiny (2023)”. Internet Movie Database. http://www.imdb.com/title/tt1462764/.
138. ↑  ”Indiana Jones and the Dial of Destiny (2023)”. Svensk Filmdatabas. http://www.svenskfilmdatabas.se/sv/item/?type=film&itemid=682937.
139. ↑  ”Ruby – Havsmonstret (2023)”. Internet Movie Database. http://www.imdb.com/title/tt27155038/.
140. ↑  ”Ruby – Havsmonstret (2023)”. Svensk Filmdatabas. http://www.svenskfilmdatabas.se/sv/item/?type=film&itemid=682944.
141. ↑  ”No Hard Feelings (2023)”. Internet Movie Database. http://www.imdb.com/title/tt15671028/.
142. ↑  ”No Hard Feelings (2023)”. Svensk Filmdatabas. http://www.svenskfilmdatabas.se/sv/item/?type=film&itemid=683094.
143. ↑  ”Elementärt (2023)”. Internet Movie Database. http://www.imdb.com/title/tt20247700/.
144. ↑  ”Elementärt (2023)”. Svensk Filmdatabas. http://www.svenskfilmdatabas.se/sv/item/?type=film&itemid=683155.
145. ↑  ”Forever (2023)”. Internet Movie Database. http://www.imdb.com/title/tt18312914/.
146. ↑  ”Forever (2023)”. Svensk Filmdatabas. http://www.svenskfilmdatabas.se/sv/item/?type=film&itemid=617418.
147. ↑  ”Insidious: The Red Door (2023)”. Internet Movie Database. http://www.imdb.com/title/tt13405778/.
148. ↑  ”Insidious: The Red Door (2023)”. Svensk Filmdatabas. http://www.svenskfilmdatabas.se/sv/item/?type=film&itemid=683253.
149. ↑  ”Mission: Impossible – Dead Reckoning Part One (2023)”. Internet Movie Database. http://www.imdb.com/title/tt9603212/.
150. ↑  ”Mission: Impossible – Dead Reckoning Part One (2023)”. Svensk Filmdatabas. http://www.svenskfilmdatabas.se/sv/item/?type=film&itemid=683268.
151. ↑  ”Barbie (2023)”. Internet Movie Database. http://www.imdb.com/title/tt1517268/.
152. ↑  ”Barbie (2023)”. Svensk Filmdatabas. http://www.svenskfilmdatabas.se/sv/item/?type=film&itemid=683272.
153. ↑  ”Oppenheimer (2023)”. Internet Movie Database. http://www.imdb.com/title/tt15398776/.
154. ↑  ”Oppenheimer (2023)”. Svensk Filmdatabas. http://www.svenskfilmdatabas.se/sv/item/?type=film&itemid=683199.
155. ↑  ”I nöd och lust (2023)”. Internet Movie Database. http://www.imdb.com/title/tt23740404/.
156. ↑  ”I nöd och lust (2023)”. Svensk Filmdatabas. http://www.svenskfilmdatabas.se/sv/item/?type=film&itemid=683387.
157. ↑  ”Talk to Me (2022)”. Internet Movie Database. http://www.imdb.com/title/tt10638522/.
158. ↑  ”Talk to Me (2023)”. Svensk Filmdatabas. http://www.svenskfilmdatabas.se/sv/item/?type=film&itemid=683389.
159. ↑  ”Teenage Mutant Ninja Turtles: Mutant Mayhem (2023)”. Internet Movie Database. http://www.imdb.com/title/tt8589698/.
160. ↑  ”Talk to Me (2022)”. Internet Movie Database. http://www.imdb.com/title/tt10638522/.
161. ↑  ”Teenage Mutant Ninja Turtles: Mutant Mayhem (2023)”. Svensk Filmdatabas. http://www.svenskfilmdatabas.se/sv/item/?type=film&itemid=683402.
162. ↑  ”Greatest Days (2023)”. Internet Movie Database. http://www.imdb.com/title/tt12208980/.
163. ↑  ”Talk to Me (2022)”. Internet Movie Database. http://www.imdb.com/title/tt10638522/.
164. ↑  ”Greatest Days (2023)”. Svensk Filmdatabas. http://www.svenskfilmdatabas.se/sv/item/?type=film&itemid=683424.
165. ↑  ”Meg 2: The Trench (2023)”. Internet Movie Database. http://www.imdb.com/title/tt9224104/.
166. ↑  ”Talk to Me (2022)”. Internet Movie Database. http://www.imdb.com/title/tt10638522/.
167. ↑  ”Meg 2: The Trench (2023)”. Svensk Filmdatabas. http://www.svenskfilmdatabas.se/sv/item/?type=film&itemid=683438.
168. ↑  ”War Pony (2022)”. Internet Movie Database. http://www.imdb.com/title/tt16227002/.
169. ↑  ”Talk to Me (2022)”. Internet Movie Database. http://www.imdb.com/title/tt10638522/.
170. ↑  ”War Pony (2023)”. Svensk Filmdatabas. http://www.svenskfilmdatabas.se/sv/item/?type=film&itemid=683440.
171. ↑  ”Disco Boy (2023)”. Internet Movie Database. http://www.imdb.com/title/tt22180518/.
172. ↑  ”Disco Boy (2023)”. Svensk Filmdatabas. http://www.svenskfilmdatabas.se/sv/item/?type=film&itemid=683453.
173. ↑  ”Gran Turismo (2023)”. Internet Movie Database. http://www.imdb.com/title/tt4495098/.
174. ↑  ”Gran Turismo (2023)”. Svensk Filmdatabas. http://www.svenskfilmdatabas.se/sv/item/?type=film&itemid=684922.
175. ↑  ”Haunted Mansion (2023)”. Internet Movie Database. http://www.imdb.com/title/tt1695843/.
176. ↑  ”Haunted Mansion (2023)”. Svensk Filmdatabas. http://www.svenskfilmdatabas.se/sv/item/?type=film&itemid=683455.
177. ↑  ”Book Club: The Next Chapter (2023)”. Internet Movie Database. http://www.imdb.com/title/tt20768712/.
178. ↑  ”Book Club: The Next Chapter (2023)”. Svensk Filmdatabas. http://www.svenskfilmdatabas.se/sv/item/?type=film&itemid=684852.
179. ↑  ”Blue Beetle (2023)”. Internet Movie Database. http://www.imdb.com/title/tt9362930/.
180. ↑  ”Blue Beetle (2023)”. Svensk Filmdatabas. http://www.svenskfilmdatabas.se/sv/item/?type=film&itemid=684821.
181. ↑  ”Cobweb (2023)”. Internet Movie Database. http://www.imdb.com/title/tt9100018/.
182. ↑  ”Cobweb (2023)”. Svensk Filmdatabas. http://www.svenskfilmdatabas.se/sv/item/?type=film&itemid=684920.
183. ↑  ”Canceled (2023)”. Internet Movie Database. http://www.imdb.com/title/tt25730490/.
184. ↑  ”Canceled (2023)”. Svensk Filmdatabas. http://www.svenskfilmdatabas.se/sv/item/?type=film&itemid=683411.
185. ↑  ”Kärlek & avund (2023)”. Internet Movie Database. http://www.imdb.com/title/tt16252698/.
186. ↑  ”Kärlek & avund (2023)”. Svensk Filmdatabas. http://www.svenskfilmdatabas.se/sv/item/?type=film&itemid=685627.
187. ↑  ”Vem är du, Mamma Mu? (2023)”. Internet Movie Database. http://www.imdb.com/title/tt17528660/.
188. ↑  ”Vem är du, Mamma Mu? (2023)”. Svensk Filmdatabas. http://www.svenskfilmdatabas.se/sv/item/?type=film&itemid=645192.
189. ↑  ”Strays (2023)”. Internet Movie Database. http://www.imdb.com/title/tt15153532/.
190. ↑  ”Doggy Style (2023)”. Svensk Filmdatabas. http://www.svenskfilmdatabas.se/sv/item/?type=film&itemid=685254.
191. ↑  ”The Equalizer 3 (2023)”. Internet Movie Database. http://www.imdb.com/title/tt17024450/.
192. ↑  ”"Spider-Man: Across the Spider-Verse" dröjer till 2023”. MovieZine. https://www.moviezine.se/nyheter/spider-man-across-the-spider-verse-drojer-till-2023. Läst 21 april 2022.
193. ↑  ”En frukost på berget (2023)”. Internet Movie Database. http://www.imdb.com/title/tt25971180/.
194. ↑  ”En frukost på berget (2023)”. Svensk Filmdatabas. http://www.svenskfilmdatabas.se/sv/item/?type=film&itemid=685258.
195. ↑  ”Klara Ko och tågmysteriet (2023)”. Internet Movie Database. http://www.imdb.com/title/tt25627320/.
196. ↑  ”Klara Ko och tågmysteriet (2023)”. Svensk Filmdatabas. http://www.svenskfilmdatabas.se/sv/item/?type=film&itemid=685287.
197. ↑  ”Min enastående mamma (2022)”. Internet Movie Database. http://www.imdb.com/title/tt13051724/.
198. ↑  ”Min enastående mamma (2022)”. Svensk Filmdatabas. http://www.svenskfilmdatabas.se/sv/item/?type=film&itemid=685288.
199. ↑  ”The Nun 2 (2023)”. Internet Movie Database. http://www.imdb.com/title/tt10160976/.
200. ↑  ”The Nun 2 (2023)”. Svensk Filmdatabas. http://www.svenskfilmdatabas.se/sv/item/?type=film&itemid=685289.
201. ↑  ”Jesus Revolution (2023)”. Internet Movie Database. http://www.imdb.com/title/tt10098448/.
202. ↑  ”Jesus Revolution (2023)”. Svensk Filmdatabas. http://www.svenskfilmdatabas.se/sv/item/?type=film&itemid=685290.
203. ↑  ”After Everything (2023)”. Internet Movie Database. http://www.imdb.com/title/tt15334488/.
204. ↑  ”After Everything (2023)”. Svensk Filmdatabas. http://www.svenskfilmdatabas.se/sv/item/?type=film&itemid=685291.
205. ↑  ”Avgrunden (2023)”. Internet Movie Database. http://www.imdb.com/title/tt22016156/.
206. ↑  ”Avgrunden (2023)”. Svensk Filmdatabas. http://www.svenskfilmdatabas.se/sv/item/?type=film&itemid=645390.
207. ↑  ”Mord i Venedig (2023)”. Internet Movie Database. http://www.imdb.com/title/tt22687790/.
208. ↑  ”Mord i Venedig (2023)”. Svensk Filmdatabas. http://www.svenskfilmdatabas.se/sv/item/?type=film&itemid=685292.
209. ↑  ”Expend4bles (2023)”. Internet Movie Database. http://www.imdb.com/title/tt3291150/.
210. ↑  ”The Expendables 4 (2023)”. Svensk Filmdatabas. http://www.svenskfilmdatabas.se/sv/item/?type=film&itemid=685398.
211. ↑  ”Fritt fall (2023)”. Internet Movie Database. http://www.imdb.com/title/tt17009710/.
212. ↑  ”Fritt fall (2023)”. Svensk Filmdatabas. http://www.svenskfilmdatabas.se/sv/item/?type=film&itemid=685401.
213. ↑  ”Past Lives (2023)”. Internet Movie Database. http://www.imdb.com/title/tt13238346/.
214. ↑  ”Past Lives (2023)”. Svensk Filmdatabas. http://www.svenskfilmdatabas.se/sv/item/?type=film&itemid=685402.
215. ↑  ”Pushing – Från Rättvik till Kalifornien (2023)”. MovieZine. https://www.moviezine.se/movies/pushing-fran-rattvik-till-kalifornien.
216. ↑  ”Pushing – Från Rättvik till Kalifornien (2023)”. Svensk Filmdatabas. http://www.svenskfilmdatabas.se/sv/item/?type=film&itemid=89274.
217. ↑  ”The Creator (2023)”. Internet Movie Database. http://www.imdb.com/title/tt11858890/.
218. ↑  ”The Creator (2023)”. Svensk Filmdatabas. http://www.svenskfilmdatabas.se/sv/item/?type=film&itemid=685464.
219. ↑  ”Dumb Money (2023)”. Internet Movie Database. http://www.imdb.com/title/tt13957560/.
220. ↑  ”Mord i Venedig (2023)”. Svensk Filmdatabas. http://www.svenskfilmdatabas.se/sv/item/?type=film&itemid=685544.
221. ↑  ”Hypermoon (2023)”. Internet Movie Database. http://www.imdb.com/title/tt26242410/.
222. ↑  ”Hypermoon (2023)”. Svensk Filmdatabas. http://www.svenskfilmdatabas.se/sv/item/?type=film&itemid=629211.
223. ↑  ”Kyssen (2022)”. Internet Movie Database. http://www.imdb.com/title/tt15822942/.
224. ↑  ”Kyssen (2022)”. Svensk Filmdatabas. http://www.svenskfilmdatabas.se/sv/item/?type=film&itemid=685466.
225. ↑  ”Golda (2023)”. Internet Movie Database. http://www.imdb.com/title/tt14454876/.
226. ↑  ”Golda (2023)”. Svensk Filmdatabas. http://www.svenskfilmdatabas.se/sv/item/?type=film&itemid=629211.
227. ↑  ”Retribution (2023)”. Internet Movie Database. http://www.imdb.com/title/tt13238346/.
228. ↑  ”Retribution (2023)”. Svensk Filmdatabas. http://www.svenskfilmdatabas.se/sv/item/?type=film&itemid=685548.
229. ↑  ”The Exorcist: Believer (2023)”. Internet Movie Database. http://www.imdb.com/title/tt12921446/.
230. ↑  ”The Exorcist: Believer (2023)”. Svensk Filmdatabas. http://www.svenskfilmdatabas.se/sv/item/?type=film&itemid=685549.
231. ↑  ”Tillsammans 99 (2023)”. Internet Movie Database. http://www.imdb.com/title/tt20414550/.
232. ↑  ”Tillsammans 99 (2023)”. Svensk Filmdatabas. http://www.svenskfilmdatabas.se/sv/item/?type=film&itemid=647862.
233. ↑  ”Trolls 3 (2023)”. Internet Movie Database. http://www.imdb.com/title/tt14362112/.
234. ↑  ”Trolls 3 (2023)”. Svensk Filmdatabas. http://www.svenskfilmdatabas.se/sv/item/?type=film&itemid=686991.
235. ↑  ”Karusell (2023)”. Internet Movie Database. http://www.imdb.com/title/tt24017902/.
236. ↑  ”Karusell (2023)”. Svensk Filmdatabas. http://www.svenskfilmdatabas.se/sv/item/?type=film&itemid=670120.
237. ↑  ”The Miracle Club (2023)”. Internet Movie Database. http://www.imdb.com/title/tt12712604/.
238. ↑  ”The Miracle Club (2023)”. Svensk Filmdatabas. http://www.svenskfilmdatabas.se/sv/item/?type=film&itemid=686994.
239. ↑  ”Killers of the Flower Moon (2023)”. Internet Movie Database. http://www.imdb.com/title/tt5537002/.
240. ↑  ”Killers of the Flower Moon (2023)”. Svensk Filmdatabas. http://www.svenskfilmdatabas.se/sv/item/?type=film&itemid=686993.
241. ↑  ”Nelly Rapp – Dödens spegel (2023)”. Internet Movie Database. http://www.imdb.com/title/tt26547922/.
242. ↑  ”Nelly Rapp – Dödens spegel (2023)”. Svensk Filmdatabas. http://www.svenskfilmdatabas.se/sv/item/?type=film&itemid=647151.
243. ↑  ”Seneca (2023)”. Internet Movie Database. http://www.imdb.com/title/tt10155748/.
244. ↑  ”Seneca (2023)”. Svensk Filmdatabas. http://www.svenskfilmdatabas.se/sv/item/?type=film&itemid=687174.
245. ↑  ”Five Nights at Freddy's (2023)”. Internet Movie Database. http://www.imdb.com/title/tt4589218/.
246. ↑  ”Five Nights at Freddy's (2023)”. Svensk Filmdatabas. http://www.svenskfilmdatabas.se/sv/item/?type=film&itemid=687566.
247. ↑  ”Paradiset brinner (2023)”. Internet Movie Database. http://www.imdb.com/title/tt21874690/.
248. ↑  ”Paradiset brinner (2023)”. Svensk Filmdatabas. http://www.svenskfilmdatabas.se/sv/item/?type=film&itemid=631585.
249. ↑  ”Paw Patrol: Storfilmen (2023)”. Internet Movie Database. http://www.imdb.com/title/tt21807222/.
250. ↑  ”Paw Patrol: Storfilmen (2023)”. Svensk Filmdatabas. http://www.svenskfilmdatabas.se/sv/item/?type=film&itemid=687568.
251. ↑  ”Saw 10 (2023)”. Internet Movie Database. http://www.imdb.com/title/tt15837338/.
252. ↑  ”Saw X (2023)”. Svensk Filmdatabas. http://www.svenskfilmdatabas.se/sv/item/?type=film&itemid=685460.
253. ↑  ”Fungi (2023)”. Internet Movie Database. http://www.imdb.com/title/tt15828200/.
254. ↑  ”Fungi (2023)”. Svensk Filmdatabas. http://www.svenskfilmdatabas.se/sv/item/?type=film&itemid=683473.
255. ↑  ”Jeanne du Barry (2023)”. Internet Movie Database. http://www.imdb.com/title/tt17277414/.
256. ↑  ”Jeanne du Barry (2023)”. Svensk Filmdatabas. http://www.svenskfilmdatabas.se/sv/item/?type=film&itemid=687653.
257. ↑  ”The Marvels (2023)”. Internet Movie Database. http://www.imdb.com/title/tt10676048/.
258. ↑  ”The Marvels (2023)”. Svensk Filmdatabas. http://www.svenskfilmdatabas.se/sv/item/?type=film&itemid=687721.
259. ↑  ”November (2022)”. Internet Movie Database. http://www.imdb.com/title/tt14542254/.
260. ↑  ”November (2022)”. Svensk Filmdatabas. http://www.svenskfilmdatabas.se/sv/item/?type=film&itemid=687725.
261. ↑  ”The Hunger Games: The Ballad of Songbirds & Snakes (2023)”. Internet Movie Database. http://www.imdb.com/title/tt10545296/.
262. ↑  ”The Hunger Games: The Ballad of Songbirds & Snakes (2023)”. Svensk Filmdatabas. http://www.svenskfilmdatabas.se/sv/item/?type=film&itemid=687802.
263. ↑  ”Somliga går med trasiga skor (2023)”. Internet Movie Database. http://www.imdb.com/title/tt28821849/.
264. ↑  ”Somliga går med trasiga skor (2023)”. Svensk Filmdatabas. http://www.svenskfilmdatabas.se/sv/item/?type=film&itemid=649082.
265. ↑  ”Napoleon (2023)”. Internet Movie Database. http://www.imdb.com/title/tt13287846/.
266. ↑  ”Napoleon (2023)”. Svensk Filmdatabas. http://www.svenskfilmdatabas.se/sv/item/?type=film&itemid=687972.
267. ↑  ”Caravaggios skugga (2022)”. Internet Movie Database. http://www.imdb.com/title/tt11877386/.
268. ↑  ”Caravaggios skugga (2022)”. Svensk Filmdatabas. http://www.svenskfilmdatabas.se/sv/item/?type=film&itemid=688587.
269. ↑  ”How to Have Sex (2023)”. Internet Movie Database. http://www.imdb.com/title/tt22890246/.
270. ↑  ”How to Have Sex (2023)”. Svensk Filmdatabas. http://www.svenskfilmdatabas.se/sv/item/?type=film&itemid=688586.
271. ↑  ”Pojken och hägern (2023)”. Internet Movie Database. http://www.imdb.com/title/tt6587046/.
272. ↑  ”Pojken och hägern (2023)”. Svensk Filmdatabas. http://www.svenskfilmdatabas.se/sv/item/?type=film&itemid=688585.
273. ↑  ”Syndabocken (2023)”. Internet Movie Database. http://www.imdb.com/title/tt21909836/.
274. ↑  ”Syndabocken (2023)”. Svensk Filmdatabas. http://www.svenskfilmdatabas.se/sv/item/?type=film&itemid=88807.
275. ↑  ”100 årstider (2023)”. Internet Movie Database. http://www.imdb.com/title/tt23729790/.
276. ↑  ”100 årstider (2023)”. Svensk Filmdatabas. http://www.svenskfilmdatabas.se/sv/item/?type=film&itemid=91580.
277. ↑  ”Familjen Knyckertz och snutjakten (2023)”. Internet Movie Database. http://www.imdb.com/title/tt6166392/.
278. ↑  ”Familjen Knyckertz och snutjakten (2023)”. Svensk Filmdatabas. http://www.svenskfilmdatabas.se/sv/item/?type=film&itemid=662487.
279. ↑  ”Priscilla (2023)”. Internet Movie Database. http://www.imdb.com/title/tt22041854/.
280. ↑  ”Priscilla (2023)”. Svensk Filmdatabas. http://www.svenskfilmdatabas.se/sv/item/?type=film&itemid=688897.
281. ↑  ”Reality (2023)”. Internet Movie Database. http://www.imdb.com/title/tt24068064/.
282. ↑  ”Reality (2023)”. Svensk Filmdatabas. http://www.svenskfilmdatabas.se/sv/item/?type=film&itemid=688899.
283. ↑  ”Thanksgiving (2023)”. Internet Movie Database. http://www.imdb.com/title/tt1448754/.
284. ↑  ”Thanksgiving (2023)”. Svensk Filmdatabas. http://www.svenskfilmdatabas.se/sv/item/?type=film&itemid=689937.
285. ↑  ”Silent Night (2023)”. Internet Movie Database. http://www.imdb.com/title/tt15799866/.
286. ↑  ”Silent Night (2023)”. Svensk Filmdatabas. http://www.svenskfilmdatabas.se/sv/item/?type=film&itemid=691167.
287. ↑  ”Önskan (2023)”. Internet Movie Database. http://www.imdb.com/title/tt11304740/.
288. ↑  ”Önskan (2023)”. Svensk Filmdatabas. http://www.svenskfilmdatabas.se/sv/item/?type=film&itemid=691168.
289. ↑  ”Wonka (2023)”. Internet Movie Database. http://www.imdb.com/title/tt6166392/.
290. ↑  ”Wonka (2023)”. Svensk Filmdatabas. http://www.svenskfilmdatabas.se/sv/item/?type=film&itemid=691176.
291. ↑  ”Aquaman and the Lost Kingdom (2023)”. Internet Movie Database. http://www.imdb.com/title/tt9663764/.
292. ↑  ”Aquaman and the Lost Kingdom (2023)”. Svensk Filmdatabas. http://www.svenskfilmdatabas.se/sv/item/?type=film&itemid=691355.
293. ↑  ”Bamse och världens minsta äventyr (2023)”. Internet Movie Database. http://www.imdb.com/title/tt22246236/.
294. ↑  ”Bamse och världens minsta äventyr (2023)”. Svensk Filmdatabas. http://www.svenskfilmdatabas.se/sv/item/?type=film&itemid=662921.
295. ↑  ”Änder! (2023)”. Internet Movie Database. http://www.imdb.com/title/tt6495056/.
296. ↑  ”Änder! (2023)”. Svensk Filmdatabas. http://www.svenskfilmdatabas.se/sv/item/?type=film&itemid=691416.
297. ↑  ”Ett sista race (2023)”. Internet Movie Database. http://www.imdb.com/title/tt20355484/.
298. ↑  ”Ett sista race (2023)”. Svensk Filmdatabas. http://www.svenskfilmdatabas.se/sv/item/?type=film&itemid=651335.
299. ↑  ”Hammarskjöld (2023)”. Internet Movie Database. http://www.imdb.com/title/tt26676104/.
300. ↑  ”Hammarskjöld (2023)”. Svensk Filmdatabas. http://www.svenskfilmdatabas.se/sv/item/?type=film&itemid=88801.
301. ↑  ”The Palace (2023)”. Internet Movie Database. http://www.imdb.com/title/tt14549270/.
302. ↑  ”The Palace (2023)”. Svensk Filmdatabas. http://www.svenskfilmdatabas.se/sv/item/?type=film&itemid=691520.
303. ↑  Zee, Michaela (6 januari 2023). ”Earl Boen, Actor in ‘The Terminator’ Movies, Dies at 81” (på amerikansk engelska). Variety. https://variety.com/2023/film/news/earl-boen-the-terminator-actor-dies-1235480866/. Läst 13 maj 2023.
304. ↑  ”Dagens Nyheter”. www.dn.se. https://www.dn.se/familj/dodsannonser/#/CaseInline/833799. Läst 13 maj 2023.
305. ↑  Flam, Ellise Shafer,Charna; Shafer, Ellise; Flam, Charna (4 mars 2023). ”Tom Sizemore, ‘Saving Private Ryan’ Actor, Dies at 61” (på amerikansk engelska). Variety. https://variety.com/2023/film/news/tom-sizemore-taken-off-life-support-brain-aneurysm-1235538021/. Läst 13 maj 2023.
306. ↑  Haring, Bruce (10 mars 2023). ”Robert Blake Dies: Actor In ‘Baretta’ And ‘In Cold Blood’ Was 89, Beat Real-Life Murder Rap” (på amerikansk engelska). Deadline. https://deadline.com/2023/03/robert-blake-dead-actor-in-baretta-in-cold-blood-was-89-beat-real-life-murder-rap-1235284339/. Läst 13 maj 2023.
307. ↑  Pedersen, Erik (17 mars 2023). ”Lance Reddick Dies: ‘John Wick’, ‘The Wire’, ‘Fringe’ & ‘Bosch’ Actor Was 60” (på amerikansk engelska). Deadline. https://deadline.com/2023/03/lance-reddick-dead-john-wick-the-wire-fringe-bosch-actor-1235303293/. Läst 13 maj 2023.
308. ↑  ”Skådespelaren Ingvar Hirdwall död – blev 88 år”. SVT Nyheter. 7 april 2023. https://www.svt.se/kultur/skadespelaren-ingvar-hirdwall-dod-blev-88-ar. Läst 13 maj 2023.
309. ↑  ”Jan Tiselius är död – skådespelaren blev 82 år”. www.aftonbladet.se. 24 april 2023. https://www.aftonbladet.se/a/4oXmLa. Läst 13 maj 2023.
310. ↑  Catrin Partapuoli, Ann (20 april 2023). ”Teaterpionjären Harriet Nordlund är död”. SVT Nyheter. https://www.svt.se/nyheter/sapmi/teaterpionjaren-harriet-nordlund-ar-dod. Läst 13 maj 2023.
311. ↑  ”Stina Rautelin är död – blev 59 år”. www.aftonbladet.se. 28 april 2023. https://www.aftonbladet.se/a/MopbxM. Läst 13 maj 2023.
312. ↑  Sand, Af Jonas (3 maj 2023). ”'Matador'-skuespiller Holger Perfort er død” (på danska). ekstrabladet.dk. https://ekstrabladet.dk/underholdning/dkkendte/matador-skuespiller-holger-perfort-er-doed/9745661. Läst 3 juni 2023.
313. ↑  Pedersen, Erik (22 maj 2023). ”Ray Stevenson Dies: ‘RRR’, ‘Thor’, ‘Vikings’ & ‘Rome’ Actor Was 58” (på amerikansk engelska). Deadline. https://deadline.com/2023/05/ray-stevenson-dead-rrr-thor-vikings-star-wars-divergent-actor-1235375795/. Läst 3 juni 2023.

### Webbkällor
- Svensk Filmdatabas – Filmer med premiär 2023
- MovieZine – Kalender med premiärdatum
- IMDb – Filmer med premiär 2023 (engelska)